# Романова, Зоя Георгиевна
Зоя Георгиевна Романова (13 мая 1907 — 21 октября 1987, Москва) — советская легкоатлетка, рекордсменка СССР, тренер, спортивный функционер. Заслуженный мастер спорта СССР (1942). Выпускница Московского института физической культуры. Заслуженный работник культуры РСФСР.

## Биография
Начала заниматься спортом в 1921 году в Орше. Выступала за клуб «Динамо» (Москва) более 15 лет. Участвовала в соревнованиях по гимнастике, баскетболу, лёгкой атлетике. В 1935 году в прыжках с шестом показала лучший результат сезона в мира — 253,5 см.
Установила несколько рекордов страны и мира.
В 1934 году создала первую в стране детскую спортивную школу по лёгкой атлетике. Работала преподавателем ГЦОЛИФК. Более 10 лет руководила коллективом «Юный динамовец». Работала старшим тренером юношеской сборной Москвы, которая под её руководством девять раз становилась победителем всесоюзных соревнований. Её ученики установили более 120 всесоюзных юношеских рекордов.
В годы Великой Отечественной войны на курсах физруков для МВД подготовила несколько тысяч специалистов для армии. В 1951—1968 годах работала председателем женской комиссии ИААФ. В 1952—1965 годах была руководителем Управления физического воспитания учащейся молодёжи Спорткомитета СССР.
Скончалась 21 октября 1987 года в Москве. Похоронена на Новодевичьем кладбище.

## Награды
- орден Трудового Красного Знамени (27.04.1957) — «за успехи, достигнутые в деле развития массового физкультурного движения в стране, повышения мастерства советских спортсменов, и успешное выступление на международных соревнованиях»
- медали
- почётный знак «Ветеран ИААФ»